# Anna Constantia von Cosel
Anna Constantia říšská hraběnka von Cosel, roz. von Brockdorff (17. října 1680, Depenau – 31. března 1765, Stolpen) byla vedle Aurory von Königsmarck nejznámější metresou saského kurfiřta a polského krále Augusta II. Silného. Je jednou ze symbolických postav saských dějin, její osud je námětem četných knih a divadelních her. V letech 1920–2006 o ní bylo natočeno šest filmů.

## Život
Anna Constantia von Brockdorff se narodila 17. října 1680 jako páté dítě Anny Margarethe von Brockdorff (1648–1736), dcery obchodníka Leonharda Marselise (1611–1667) a manželky plukovníka jezdeckého pluku Joachima von Brockdorffa (1643–1719). Pocházela z jednoho z nejstarších šlechtických rodů v Holštýnsku, ale bohatství rodiny se během válek rozplynulo. Malá Anna Constantia vyrůstala v Depenau a na dívku barokní doby získala nezvykle široké vzdělání. Od své matky se naučila vařit pivo, pálit alkohol a používat bylinky, dále pak cizí jazyky, aritmetiku a biblická studia. Od svého otce se naučila jezdit na koni v dámských i pánských sedlech, střílet z pistole a šermovat mečem. Tehdy si také vášnivě zamilovala lov.
V roce 1694 opustila čtrnáctiletá Anna Constantia Depenau a stala se čestnou družkou vévodkyně Friederike Amalie von Schleswig-Holstein-Gottorf (1649–1704), u níž byl její otec před lety komorníkem. Z knížecího dvora v Gottorfu se později dostala ke dvoru ve Wolfenbüttelu, kde se krása mladé dvorní dámy brzy stala pověstnou. Toto období však skončilo skandálem, když Anna Constantia otěhotněla a roku 1702 porodila dítě, jehož otcem byl téměř jistě princ Ludwig Rudolf von Braunschweig-Wolfenbüttel (1671–1735), mladší bratr dědičného prince. Osud tohoto dítěte není znám, jeho matka byla vykázána zpět do Depenau. Roku 1699 poznala Anna Constantia na karnevalu ve Wolfenbüttelu o 22 let staršího Adolfa Magna svobodného pána von Hoym, jenž byl výběrčím akcízů na dvoře Augusta II. Silného. Svatba se konala 2. června 1703 v Depenau. Po sňatku žila s von Hoymem, jeho milenkou a jejím dítětem v Drážďanech v paláci v ulici Kreuzgasse.
Při požáru Hoymského paláce v roce 1704 spatřil okouzlující mladou ženu, která pomáhala hasit, král August II. Silný a údajně ji pozval do svého kočáru. Když se s ní setkal na novoročním trhu v Lipsku v roce 1705, bylo to tak „tajné“, že o tom věděl celý dvůr. O rok později bylo rozvedeno její manželství s von Hoymem a Anna Constantia byla povýšena na říšskou hraběnku von Cosel, což bylo bývalé opolské vévodství ve Slezsku. Ačkoli zpočátku váhavě reagovala na Augustovu žádost, aby se stala jeho milenkou, odpověděla mu o něco později. August dal své milence knížecí hmotné statky, jako dárek dostala zámek Pillnitz a palác Taschenberg. Její pozice v Drážďanech se podobala postavení královny. Jako oficiální maîtresse-en-titre stála podle dvorních pravidel nad ministry. Byla velmi dobře informovaná, měla vždy přístup ke králi a dokázala ovlivňovat jeho rozhodnutí. 	Její chybou však bylo, že začala zasahovat do politiky, a tím si udělala nepřátele z mocných ministrů. Během severní války využila svého postavení ve prospěch rodičovského panství v Depenau. Ze spojení mezi hraběnkou Coselovou a sasko-polským panovníkem se po smrti prvního syna v roce 1707 narodily tři děti:
- Augusta Constantia hraběnka von Friesen roz. von Cosel (1708–1728), od roku 1725 manželka Heinricha Friedricha von Friesen.
- Friederike Alexandra hraběnka Moszyńská, roz. von Cosel (1709–1784), od roku 1730 manželka Johanna Xantia Antona Moszyńského.
- Friedrich August von Cosel (1712–1770), dědic matčina panství Depenau, majitel zámku Saabor ve Slezsku, od roku 1749 ženatý s hraběnkou Friederike Christiane von Holtzendorff, majitelkou zámku Bärenstein. Po roce 1762 si manželé nechali v Drážďanech postavit Coselský palác.

Hraběnce Coselové neuniklo, že král nadále udržuje vztahy i s jinými ženami. Když August v rámci znovuzískání polské koruny, kterou ztratil v severní válce, bojoval o své zvolení, musel si vybrat katolickou metresu z polské šlechty. Stala se jí sice krásná, ale poněkud bezduchá hraběnka Maria Magdalena von Dönhoff z polského rodu Bielińských, která ve Varšavě Annu Constantii nahradila. V roce 1713 skončila éra hraběnky Coselové, která se musela přestěhovat na zámek Pillnitz, odkud vedla svůj boj proti nenáviděné nástupkyni.
Roku 1715 byla hraběnka požádána, aby se vzdala zámku Pillnitz výměnou za 200 000 tolarů a aby vrátila tajný úpis se slibem manželství, který si na Augustovi vyžádala v prosinci 1705. Zde bylo uvedeno, že se stane královou manželkou po smrti jeho zákonné manželky Christiane Eberhardine (1671–1727), čímž bude zajištěna legitimnost jejích potomků. Tento dokument však odmítla vydat a pokusila se uprchnout do Berlína, kde chtěla žít inkognito pod jménem Madame de la Capitaine. Když pak roku 1716 odcestovala do Halle, požádal August pruského krále Fridricha Viléma I. o vydání hraběnky Coselové. Dne 13. října 1716 byla pruskou armádou umístěna do domácího vězení v Halle, 22. listopadu 1716 zatčena a vydána do Saska výměnou za pruské dezertéry. Přes Nossen a kolem Drážďan se těžce střežený transport s hraběnkou Coselovou dostal 26. prosince 1716 na nedaleký hrad Stolpen, který se stal jejím doživotním vězením. Strávila zde 49 let, hlídaná asi 50 vojáky. Zemřela 31. března 1765 ve věku 85 let, a tak přežila nejen Augusta Silného († 1. února 1733), ale i jeho syna a následníka, Fridricha Augusta II. resp. Augusta III. Polského († 5. října 1763). Dne 4. dubna 1765 byla pohřbena v hradní kapli v prosté rakvi ze smrkového dřeva. Když Napoleonovi vojáci v roce 1813 vyhodili do vzduchu část budov hradu Stolpen, bylo místo jejího hrobu zasypáno. Pod bývalou hradní kaplí byl hrob objeven až v roce 1881. Dnes je zde náhrobní deska a v Jánské věži, zvané také Coselovská, inscenován někdejší obytný prostor s expozicí o hraběnčině životě a o jejím věznění.

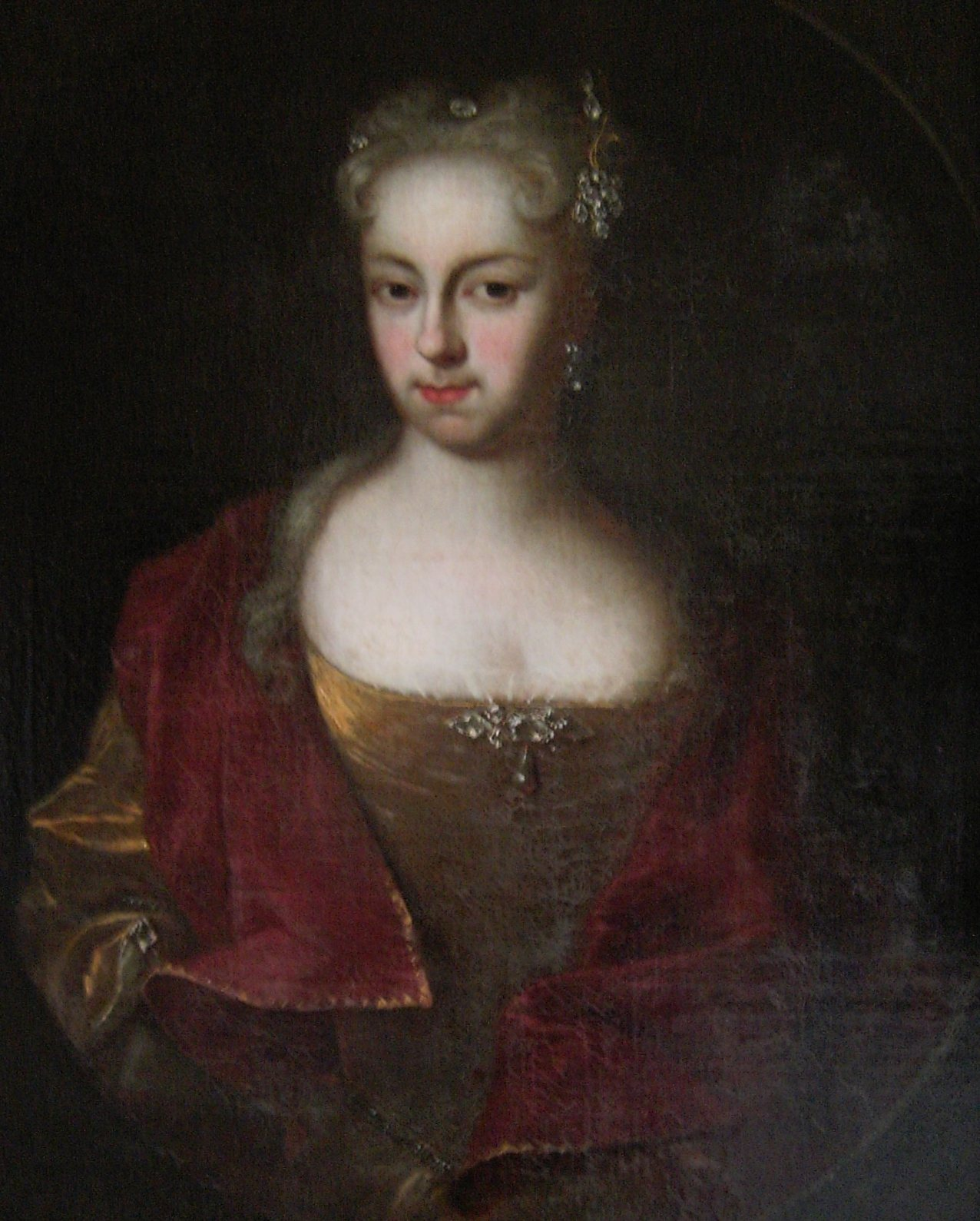
Portrét Anny Constantie z období manželství se svobodným pánem von Hoym
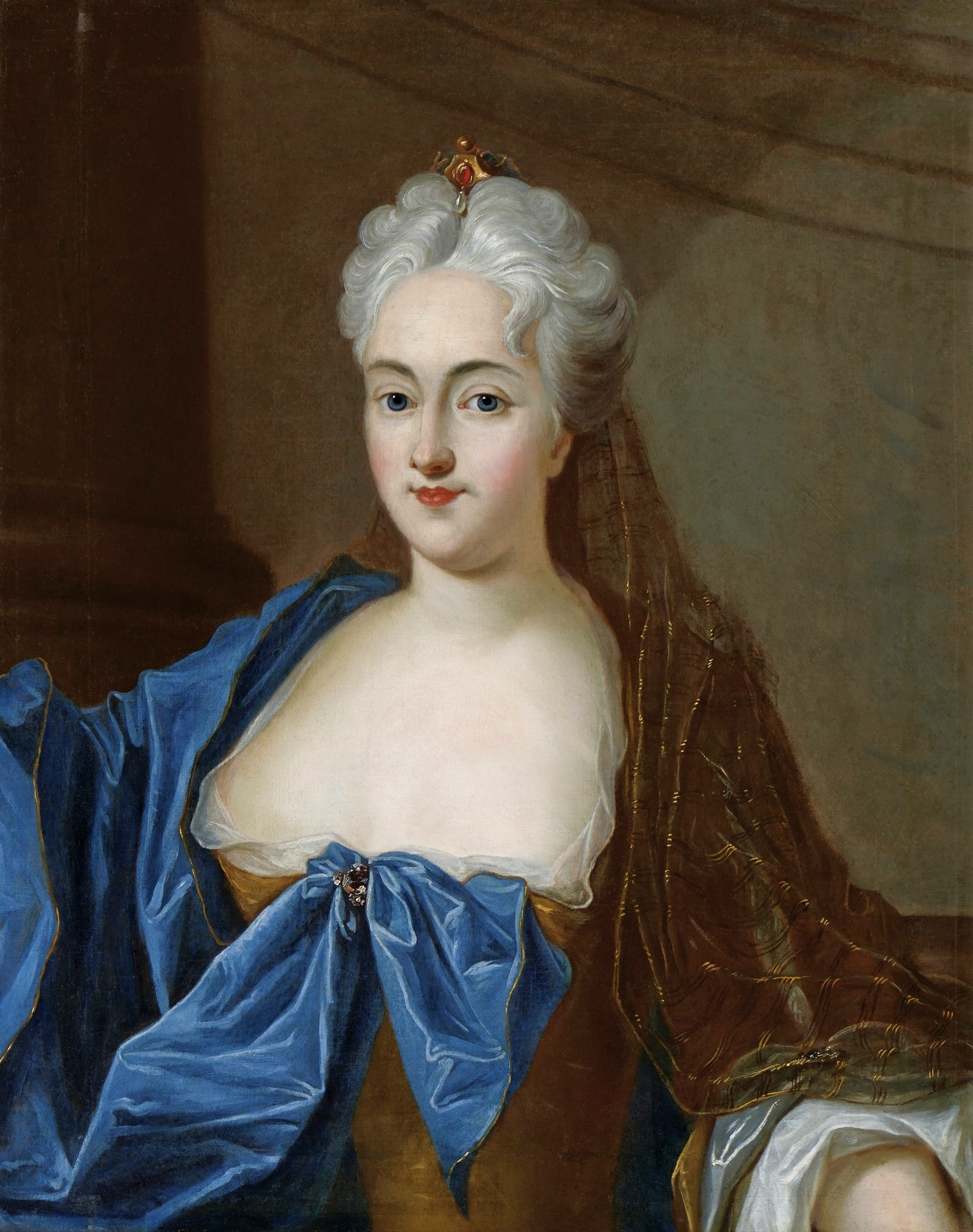
Portrét říšské hraběnky Anny Constantie von Cosel
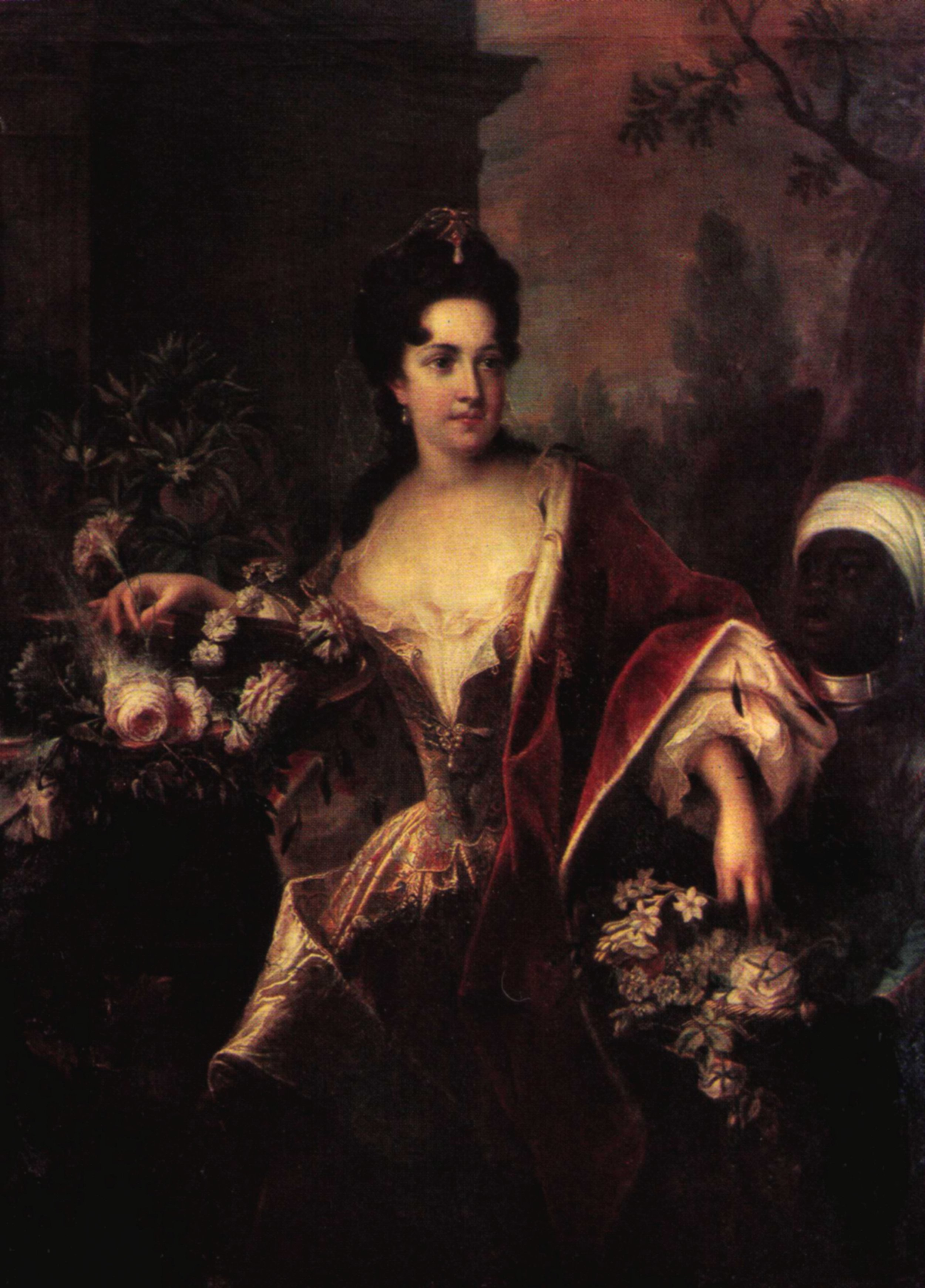
Portrét Anny Constantie von Cosel od neznámého autora z roku 1705
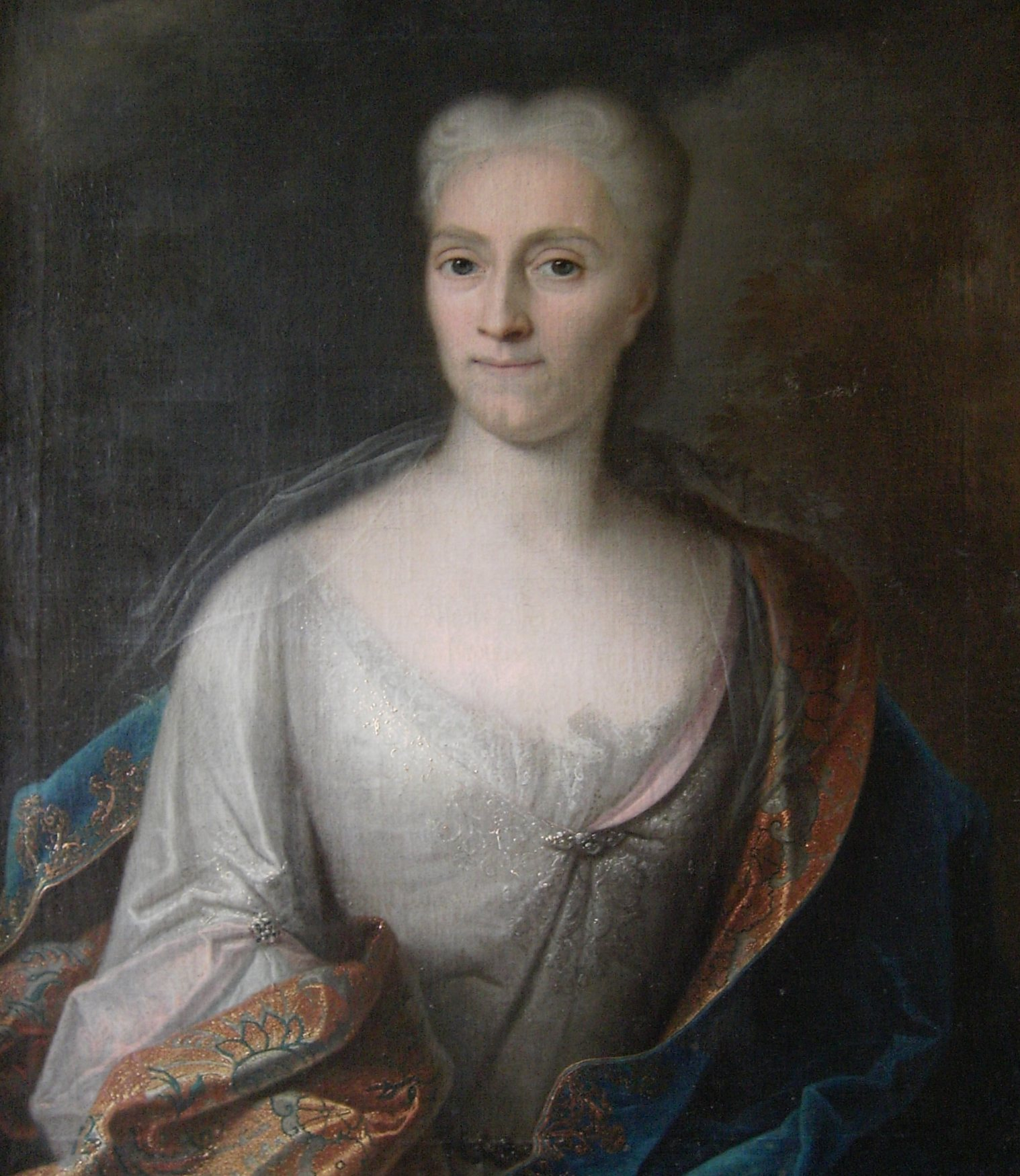
Portrét Anny Constantie von Cosel z období exilu na hradě Stolpen
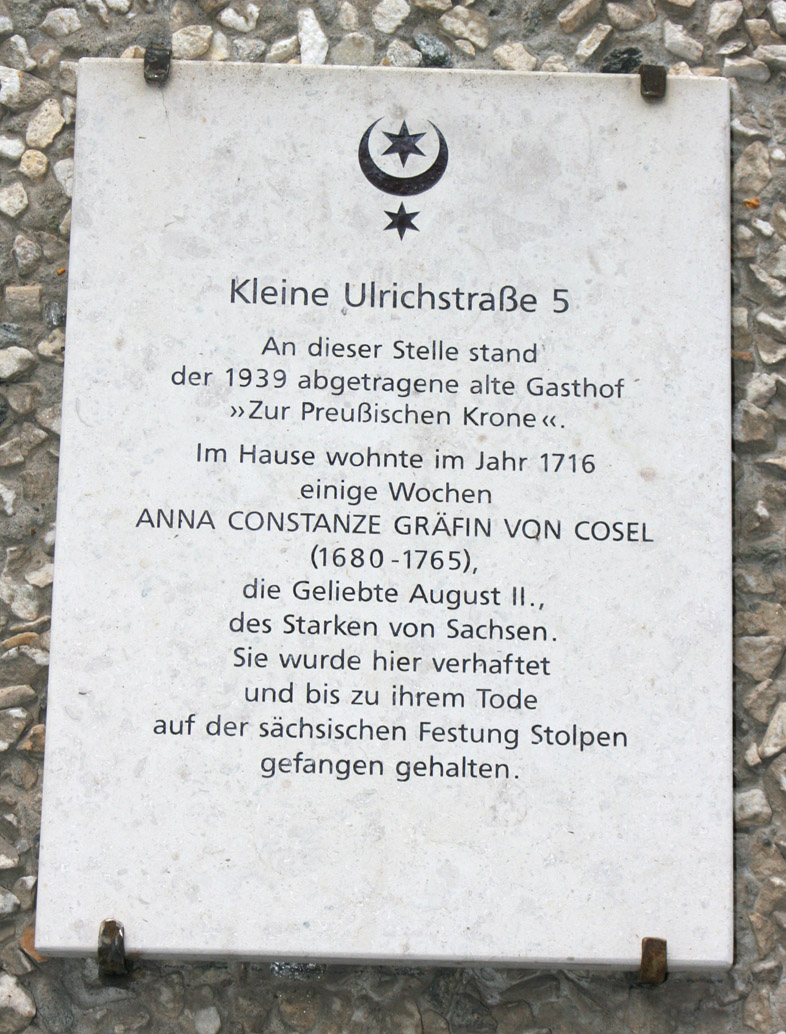
Pamětní deska v Halle připomínající místo zatčení
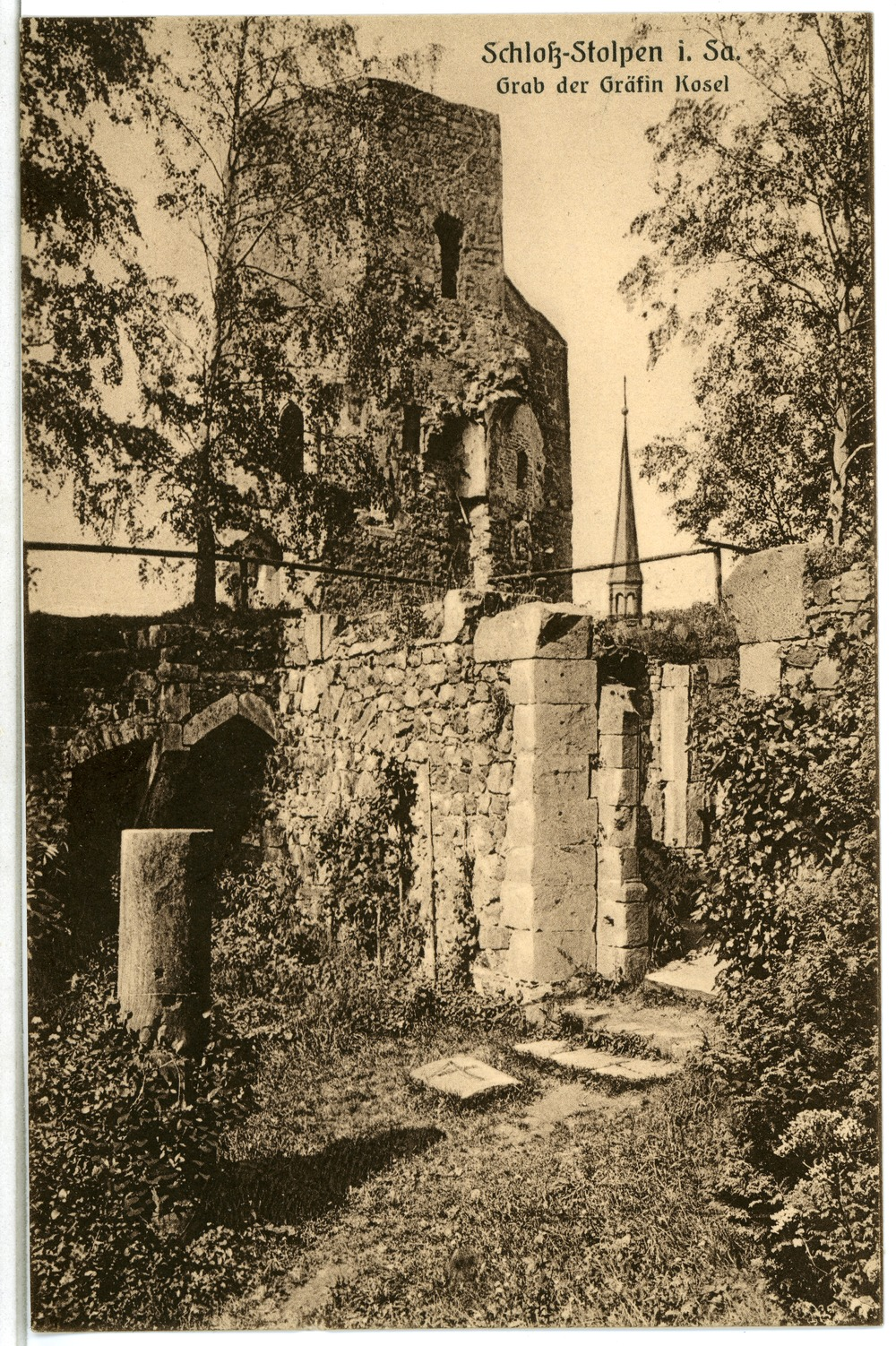
Pohlednice z roku 1903 s hrobem hraběnky Coselové
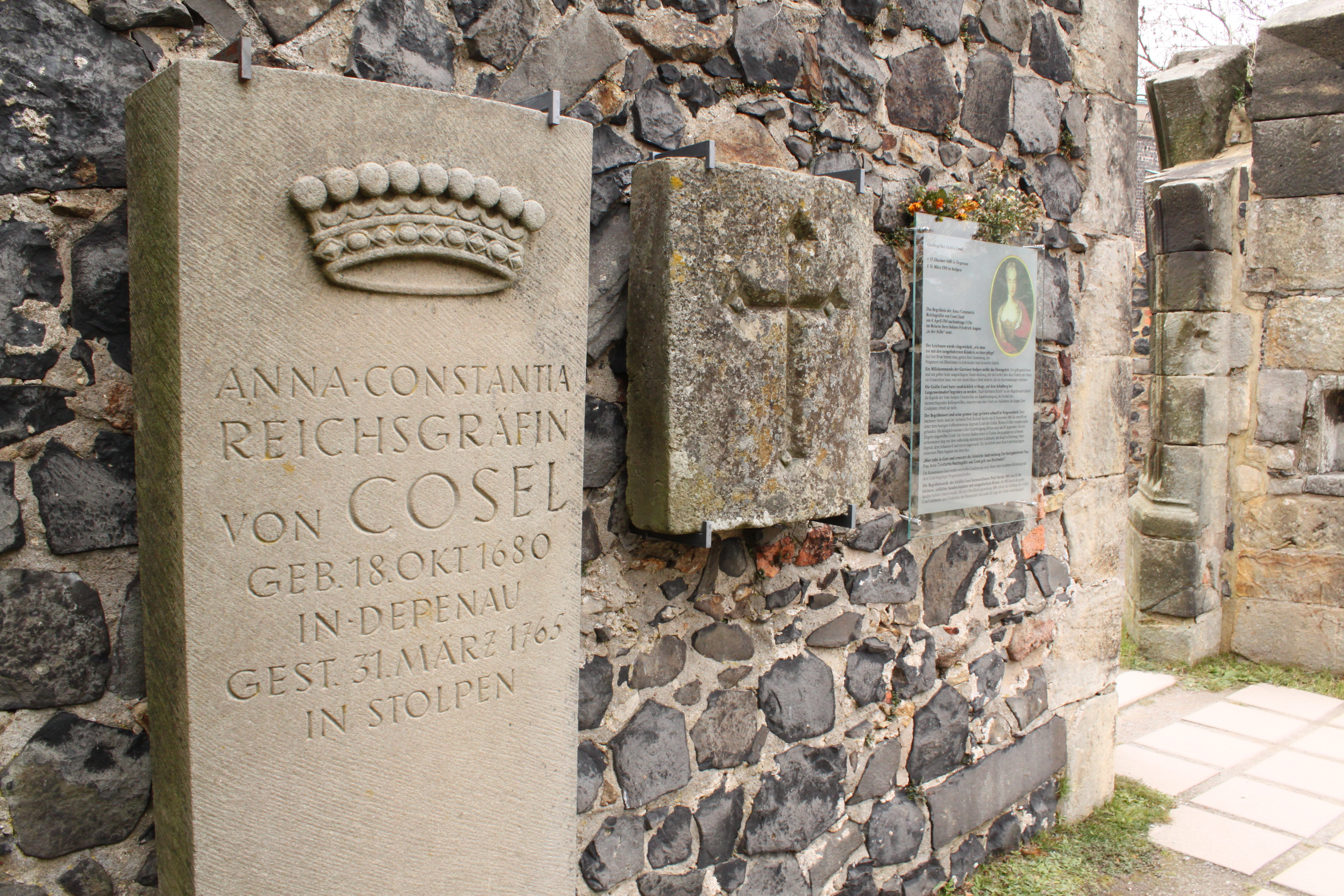
Současná podoba náhrobku

### Beletrie
- KRASZEWSKI, Józef Ignacy. Hraběnka Coselová. Polský originál Hrabina Cosel z roku 1874 přeložila Helena Teigová. Vyd. 1. Praha: Svoboda, 1974. 357 s. Omnia.
- UNGER, Matthias. Auf den Spuren der Gräfin Cosel. G.&M. Donhof, Arnstadt, 1995, ISBN 978-3-86162-020-4. 160 s.
- DOUBEK, Katja. Die Gräfin Cosel – Liebe und Intrigen am Hof August des Starken. Piper, München, 2006, ISBN 978-3-492-25095-5. 367, [16] s.
- ROGGENKAMP, Viola. Die Frau im Turm. S. Fischer, Frankfurt a. M., 2009, ISBN 978-3-10-066064-0. 425 s.

### Film
- Hraběnka Coselová (Originální název: Hrabina Cosel), polský film z roku 1968 s Jadwigou Barańskou v hlavní roli (režie: Jerzy Antczak)
- Sachsens Glanz und Preußens Gloria, šestidílný televizní film NDR z roku 1983 s Marzenou Trybała (režie: Hans-Joachim Kasprzik)
- Gräfin Cosel – Aufstieg und Fall einer Mätresse, německý televizní film z roku 2005 s Julií Reinecke, Julií-Marií Köhler a Silvií Riegler v hlavní roli (režie: Dirk Otto)